# Laomedea (księżyc)
Laomedea (Neptun XII) – mały, nieregularny księżyc Neptuna odkryty przez Matthew Holmana i in. w sierpniu 2002 za pomocą teleskopów naziemnych w Międzyamerykańskim Obserwatorium Cerro Tololo i na Hawajach.
Początkowo otrzymał tymczasowe oznaczenie S/2002 N 3. Nazwa księżyca pochodzi od Laomedei, jednej z Nereid w mitologii greckiej.
Laomedea krąży wokół Neptuna po mocno ekscentrycznej orbicie o półosi wielkiej równej 23 613 000 km, zgodnie z kierunkiem obrotu planety wokół własnej osi. Jedno okrążenie zajmuje Laomedei ok. 8,7 roku.